# Vùng của Pháp
Pháp được chia thành vùng hành chính (tiếng Pháp: région, [ʁeʒjɔ̃]), trong đó có 13 vùng tại Chính quốc Pháp và 5 vùng hải ngoại. Mỗi vùng tại chính quốc được chia thành từ 2 đến 13 tỉnh, trong khi các vùng hải ngoại chỉ gồm một tỉnh, Khái niệm pháp lý hiện hành về "vùng" được thông qua vào năm 1982, và đến năm 2016, 26 vùng được tinh giảm xuống còn 18 vùng.

## Lịch sử
Thuật ngữ région chính thức được tạo ra theo Luật Phân quyền (2 tháng 3 năm 1982), theo đó cũng trao cho các vùng địa vị pháp lý. Cuộc bầu cử trực tiếp đầu tiên về các đại biểu cấp vùng diễn ra vào ngày 16 tháng 3 năm 1986. Năm 2016, số vùng giảm từ 27 xuống 18 thông qua sáp nhập.
Năm 2014, Nghị viện Pháp thông qua một luật giảm số lượng vùng tại Chính quốc Pháp từ 22 xuống 13, có hiệu lực từ 1 tháng 1 năm 2016.
| Nord-Pas de Calais Picardie Haute- Normandie Île-de- France Champagne- Ardenne Lorraine Alsace Franche- Comté Bourgogne Centre- Val de Loire Pays de la Loire Bretagne Basse- Normandie Poitou- Charentes Limousin Auvergne Rhône- Alpes Aquitaine Midi-Pyrénées Languedoc- Roussillon PACA Corse Guyane thuộc Pháp Guadeloupe Martinique Mayotte RéunionBỉ Luxembourg Germany Thuỵ Sĩ Ý Anh Andorra Brasil Suriname Tây Ban Nha MonacoEo biển vịnh Biscay biển Ligure Địa Trung Hải Các vùng của Pháp từ năm 2011 đến năm 2015 (Ghi chú: Centre-Val de Loire được gọi là "Centre" cho đến năm 2015; Mayotte trở thành một vùng vào năm 2014; và tập thể lãnh thổ Corse là một vùng thực tế. |

Luật đề ra tên tạm thời cho hầu hết các vùng mới bằng cách kết hợp tên của các vùng cũ, chẳng hạn vùng bao gồm Aquitaine, Poitou-Charentes và Limousin là Aquitaine-Limousin-Poitou-Charentes. Tên gọi lâu dài được các hội đồng cấp vùng mới đề xuất cho đến tháng 1 tháng 7 năm 2016 và các tên mới được Hội đồng Nhà nước xác nhận vào 30 tháng 9 năm 2016. Cơ quan lập pháp cũng cho phép vùng Centre chính thức đổi tên thành "Centre-Val de Loire" với hiệu lực từ tháng 1 năm 2015.
Hai vùng Auvergne-Rhône-Alpes và Bourgogne-Franche-Comté vẫn giữ tên tạm thời của họ.
|                   | Vùng cũ              | Vùng mới (tên tạm thời)             | Vùng mới (tên cuối cùng)      |
|                   | Bourgogne            | Bourgogne-Franche-Comté             | Bourgogne-Franche-Comté       |
| Franche-Comté     |                      | Bourgogne-Franche-Comté             | Bourgogne-Franche-Comté       |
|                   | Aquitaine            | Aquitaine-Limousin-Poitou-Charentes | Nouvelle-Aquitaine            |
| Limousin          |                      | Aquitaine-Limousin-Poitou-Charentes | Nouvelle-Aquitaine            |
| Poitou-Charentes  |                      | Aquitaine-Limousin-Poitou-Charentes | Nouvelle-Aquitaine            |
|                   | Basse-Normandie      | Normandie                           | Normandie                     |
| Haute-Normandie   |                      | Normandie                           | Normandie                     |
|                   | Alsace               | Alsace-Champagne-Ardenne-Lorraine   | Grand Est (Đại Đông)          |
| Champagne-Ardenne |                      | Alsace-Champagne-Ardenne-Lorraine   | Grand Est (Đại Đông)          |
| Lorraine          |                      | Alsace-Champagne-Ardenne-Lorraine   | Grand Est (Đại Đông)          |
|                   | Languedoc-Roussillon | Languedoc-Roussillon-Midi-Pyrénées  | Occitanie                     |
| Midi-Pyrénées     |                      | Languedoc-Roussillon-Midi-Pyrénées  | Occitanie                     |
|                   | Nord-Pas-de-Calais   | Nord-Pas-de-Calais-Picardie         | Hauts-de-France (Thượng Pháp) |
| Picardy           |                      | Nord-Pas-de-Calais-Picardie         | Hauts-de-France (Thượng Pháp) |
|                   | Auvergne             | Auvergne-Rhône-Alpes                | Auvergne-Rhône-Alpes          |
| Rhône-Alpes       |                      | Auvergne-Rhône-Alpes                | Auvergne-Rhône-Alpes          |

|  | Bretagne                   |
|  | Centre-Val de Loire        |
|  | Corse                      |
|  | Guyane thuộc Pháp          |
|  | Guadeloupe                 |
|  | Île-de-France (Đảo Pháp)   |
|  | Martinique                 |
|  | Mayotte                    |
|  | Pays de la Loire           |
|  | Provence-Alpes-Côte d'Azur |
|  | Réunion                    |

#### Tổng quan các đề xuất phân vùng

Đề xuất của Édouard Balladur'
Đề xuất A của Manuel Valls
Đề xuất B của Manuel Valls
Đề xuất của Tổng thống François Hollande
Các khu vực do Quốc hội thành lập vào năm 2014.

## Vùng và thủ phủ
| Grand Est                                                    | Strasbourg     | 44 | Tên dịch thành "Đại Đông," bao gồm ba vùng cũ tại miền đông bắc là Alsace, Champagne-Ardenne và Lorraine                                                    |
| Nouvelle-Aquitaine                                           | Bordeaux       | 75 | Phản ánh sự mới mở rộng, vùng Nouvelle-Aquitaine "mới" hợp nhất thêm các vùng Nouvelle-Aquitaine và Poitou-Charentes                                        |
| Auvergne-Rhône-Alpes                                         | Lyon           | 84 | Vùng này hình thành nhờ hợp nhất hai vùng cũ Auvergne và Rhône-Alpes                                                                                        |
| Bourgogne-Franche-Comté                                      | Dijon          | 27 | Vùng này hình thành nhờ hợp nhất hai vùng cũ Bourgogne và Franche-Comté                                                                                     |
| Bretagne                                                     | Rennes         | 53 | Khu bao gồm trên 80% lãnh thổ Bretagne cổ bị bãi bỏ năm 1790                                                                                                |
| Centre-Val de Loire                                          | Orléans        | 24 | Dịch thành "Trung tâm–Thung lũng Loire," tên của vùng không dựa trên lịch sử mà là về địa lý                                                                |
| Île-de-France                                                | Paris          | 11 | Vùng hiện tại bao gồm phần lớn tỉnh cũ Île-de-France bị bãi bỏ năm 1790                                                                                     |
| Occitanie                                                    | Toulouse       | 76 | Gồm một phần lớn miền nam của Pháp từng là nơi nói các phương ngữ tiếng Occitan; được hợp nhất từ các vùng Occitanie và Midi-Pyrénées.                      |
| Hauts-de-France                                              | Lille          | 32 | Chiếm phần múi phía bắc của đất nước, tên của vùng dịch ra là "Thượng Pháp". Vùng được hình thành do hợp nhất hai vùng cũ Nord-Pas-de-Calais và Picardie    |
| Normandie                                                    | Rouen          | 28 | Vùng phần lớn tương ứng với lãnh địa trước đây của Normandie bị bãi bỏ vào năm 1790; hình thành nhờ hợp nhất hai vùng cũ Haute-Normandie và Basse-Normandie |
| Pays de la Loire                                             | Nantes         | 52 | Tên gọi dịch thành "Vùng đất Loire," do sông Loire là thủy đạo chính trong vùng; vùng không có cơ sở lịch sử.                                               |
| Provence-Alpes-Côte d'Azur (PACA)                            | Marseille      | 93 | Gồm lãnh địa cũ Provence cùng một số lãnh thổ lân cận thuộc Alpes thuộc Pháp và Côte d'Azur                                                                 |
| Corse                                                        | Ajaccio        | 94 | Vùng bao gồm toàn bộ đảo Corse |
| 5 tỉnh hải ngoại cũng có vị thế đặc biệt của vùng hải ngoại. |                |    | |
| Guyane thuộc Pháp                                            | Cayenne        | 03 | vùng hải ngoại |
| Guadeloupe                                                   | Basse-Terre    | 01 | vùng hải ngoại |
| Martinique                                                   | Fort-de-France | 02 | vùng hải ngoại |
| Mayotte                                                      | Mamoudzou      | 05 | vùng hải ngoại |
| Réunion                                                      | Saint-Denis    | 04 | vùng hải ngoại |

### Các vùng từ 1982 đến 2016
Từ năm 1982 đến năm 2015, tồn tại 26 vùng tại Chính quốc Pháp. Trước năm 2011, có bốn vùng hải ngoại (Guyane thuộc Pháp, Guadeloupe, Martinique và Réunion); đến năm 2011 Mayotte trở thành vùng thứ năm.
| Cờ                                 | Vùng                              | Thủ phủ               | Mã số INSEE | Từ nguyên |
| ---------------------------------- | --------------------------------- | --------------------- | ----------- | --- |
| Flag of Alsace                     | Alsace                            | Strasbourg            | 42          | Nguyên là một liên minh các thành phố tự do của Đế quốc La Mã Thần thánh, gắn với Vương quốc Pháp vào năm 1648; Đức sáp nhập sau Chiến tranh Pháp-Phổ cho đến khi kết thúc Chiến tranh thế giới thứ nhất và một giai đoạn ngắn trong Chiến tranh thế giới thứ hai |
| Flag of Aquitaine                  | Aquitaine                         | Bordeaux              | 72          | Guyenne và Gascogne |
| Flag of Auvergne                   | Auvergne                          | Clermont-Ferrand      | 83          | Tỉnh cũ Auvergne |
| Flag of Brittany                   | Bretagne                          | Rennes                | 53          | Công quốc Bretagne |
| Flag of Burgundy                   | Bourgogne'                        | Dijon                 | 26          | Công quốc Bourgogne |
| Flag of Centre-Val de Loire        | Centre-Val de Loire               | Orléans               | 24          | Nằm tại trung-bắc của Pháp; trải trên trung du thung lũng Loire |
| Flag of Champagne-Ardenne          | Champagne-Ardenne                 | Châlons-en- Champagne | 21          | Tỉnh cũ Champagne |
| Flag of Franche-Comté              | Franche-Comté                     | Besançon              | 43          | Lãnh địa Bourgogne (Franche-Comté) |
| Flag of Île-de-France              | Île-de-France                     | Paris                 | 11          | Tỉnh Île-de-France và một phần của tỉnh Champagne |
| Flag of Languedoc-Roussillon       | Languedoc-Roussillon              | Montpellier           | 91          | Các tỉnh cũ Languedoc và Roussillon |
| Flag of Limousin                   | Limousin                          | Limoges               | 74          | Tỉnh cũ Limousin và một phần của Marche, Berry, Auvergne, Poitou và Angoumois |
| Flag of Lorraine                   | Lorraine                          | Metz                  | 41          | Được đặt tên theo con trai của Charlemagne là Lothaire I, vương quốc Lotharingie là nguồn gốc của tên Lorraine |
| Flag of Lower Normandy             | Basse-Normandie                   | Caen                  | 25          | Nửa phía tây của tỉnh cũ Normandie |
| Flag of Midi-Pyrénées              | Midi-Pyrénées                     | Toulouse              | 73          | Không, lập ra cho Toulouse |
| Flag of Nord-Pas-de-Calais         | Nord-Pas-de-Calais                | Lille                 | 31          | Các tỉnh Nord và Pas-de-Calais |
| Flag of Pays-de-la-Loire           | Pays de la Loire                  | Nantes                | 52          | Không, lập ra cho Nantes |
| Flag of Picardie (Picardy)         | Picardie                          | Amiens                | 22          | Tỉnh cũ Picardie |
| Flag of Poitou-Charentes           | Poitou-Charentes                  | Poitiers              | 54          | Các tỉnh cũ Angoumois, Aunis, Poitou và Saintonge |
| Flag of Provence-Alpes-Côte d'Azur | Provence-Alpes-Côte d'Azur (PACA) | Marseille             | 93          | Tỉnh cũ Provence |
| Flag of Rhône-Alpes                | Rhône-Alpes                       | Lyon                  | 82          | Lập ra cho Lyon từ các tỉnh Dauphiné và Lyonnais và Savoy |
| Flag of Haute-Normandie            | Haute-Normandie                   | Rouen                 | 23          | Nửa phía đông của tỉnh cũ Normandie |

## Vai trò
Các vùng không có quyền lực lập pháp riêng và do đó không thể viết luật định riêng. Họ dựa vào thuế của mình, đổi lại nhận một phần phân bổ ngân sách từ chính phủ trung ương, dựa theo tỷ lệ thuế họ thu. Họ cũng có ngân sách đáng kể do hội đồng vùng quản lý, gồm các đại biểu được bầu ra trong các cuộc bầu cử cấp vùng.
Một trách nhiệm chính của các vùng là xây dựng và trang bị cho các trường trung học. Trong tháng 3 năm 2004, chính phủ trung ương Pháp công bố một kế hoạch gây tranh cãi nhằm chuyển giao quyền sắp đặt một số nhân viên trường học không giảng dạy nhất định sang cho nhà cầm quyền cấp vùng. Những người chỉ trích kế hoạch này cho rằng thuế thu được không đủ để trả cho chi phí phát sinh, và rằng các biện pháp như vậy làm tăng bất bình đẳng vùng miền.
Ngoài ra, các vùng còn có quyền quyết định đáng kể về chi tiêu hạ tầng, như giáo dục, giao thông công cộng, đại học và nghiên cứu, trợ giúp doanh nhân. Điều này có nghĩa là những người đứng đầu các vùng thịnh vượng như Île-de-France hay Rhône-Alpes có vị thế cao.
Các đề xuất nhằm trao cho các vùng quyền tự trị lập pháp hạn chế gặp phải phản đối đáng kể; những người khác đề xuất chuyển giao một số quyền nhất định từ các tỉnh sang các vùng tương ứng, khiến các tỉnh bị hạn chế quyền lực.

### Kiểm soát cấp vùng
Số vùng do các liên minh chính trị kiểm soát kể từ 1986.
| Bầu cử | Thống đốc | Thống đốc | Thống đốc | Bản đồ |
| ------ | --------- | --------- | --------- | ------ |
| Bầu cử | Cánh tả   | Cánh hữu  | Khác      | Bản đồ |
| 1986   | 5         | 21        | –         |        |
| 1992   | 4         | 21        | 1         |        |
| 1998   | 10        | 15        | 1         |        |

| Bầu cử | Thống đốc | Thống đốc | Thống đốc | Bản đồ |
| ------ | --------- | --------- | --------- | ------ |
| Bầu cử | Cánh tả   | Cánh hữu  | Khác      | Bản đồ |
| 2004   | 23        | 2         | 1         |        |
| 2010   | 23        | 3         | –         |        |
| 2015   | 7         | 8         | 2         |        |

## Vùng hải ngoại
Vùng hải ngoại (tiếng Pháp: Région d'outre-mer) là một khái niệm gần đây, được trao cho các tỉnh hải ngoại có quyền lực tương tự như các vùng tại Chính quốc Pháp. Do là bộ phận toàn vẹn của Cộng hoà Pháp, họ có đại biểu trong Quốc hội, Thượng viện và Hội đồng Kinh tế-Xã hội, bầu một thành viên trong Nghị viện châu Âu, và sử dụng euro làm đơn vị tiền tệ. Mặc dù các lãnh thổ này đã có các quyền lực chính trị trên kể từ năm 1982, khi chính sách phân quyền của Pháp quy định rằng họ được bầu các hội đồng vùng cùng với quyền lực cấp cùng khác, song khái niệm "vùng hải ngoại" chỉ có từ sau sửa đổi hiến pháp năm 2003.
Các khu vực sau có địa vị vùng hải ngoại:
- Tại Ấn Độ Dương (châu Phi)
  - Mayotte
  - Réunion
- Tại châu Mỹ
  - Guyane thuộc Pháp tại Nam Mỹ
  - Guadeloupe tại Antilles (Caribe)
  - Martinique tại Antilles (Caribe)

Saint Pierre và Miquelon từng là một tỉnh hải ngoại, song bị hạ thành tập thể lãnh thổ vào năm 1985.
|  |  |